# 소매물도
소매물도(小每勿島)는 대한민국 경상남도 통영시 한산면 매죽리에 속한 섬이다. 소매물도, 등대섬을 통틀어 소매물도라고 한다. 백악기 화강반암으로 구성된 섬의 면적은 0.51㎢이며, 최고봉은 섬 중앙에 솟은 망태봉으로 152m이고, 해안선 길이는 3.8km에 달한다.

## 지리
통영항에서 남동쪽으로 26㎞ 해상에 위치해있다. 북동 방향으로 매물도(每勿島)가 이웃하고 있으며, 남쪽의 등대섬과는 물이 들고 남에 따라 70m의 열목개 자갈길로 연결되었다가 다시 나누어지곤 한다

## 지질
소매물도는 전 지역이 화강암의 일종인 화강반암(Kgp)으로 구성되어 있다. 이 암석은 갈도 동부 및 소매물도 전 지역과 등가도에 분포하며 암주상의 형태를 가질 것으로 추정된다. 소매물도와 등가도에서는 아래 사진과 같이 수직절리를 잘 발달시킨다. 이 화강반암은 갈도에서 갈도 응회암을 관입하고 있으며, 소매물도와 등가도에서는 다른 암층과 직접적인 관계를 보여주지 않지만 국도 안산암을 관입한 것으로 추정된다. 이 암석은 중립질 내지 세립질로서 유색광물의 함량이 적고 흔히 담홍색 알칼리장석이 풍부해서 담홍색을 띠지만 석영의 함량이 증가할수록 회백색을 띠며, 사장석과 석영들이 반정으로 나타난다.

## 교통
거제시의 저구항이나 통영시의 한산도에서도 소매물도를 들어가는 배편이 매일 운행한다.
섬 내부를 운행하는 대중교통이나 택시는 없으며, 섬 대부분이 산 길이므로 차량 통행도 항구 인근에서만 가능하다.

## 관광 명소
- 1986년 등대섬에서 크라운제과의 과자인 쿠크다스 광고를 촬영한 것을 계기로 흔히 쿠크다스섬이라는 별칭으로 불리고 있다.

## 사진

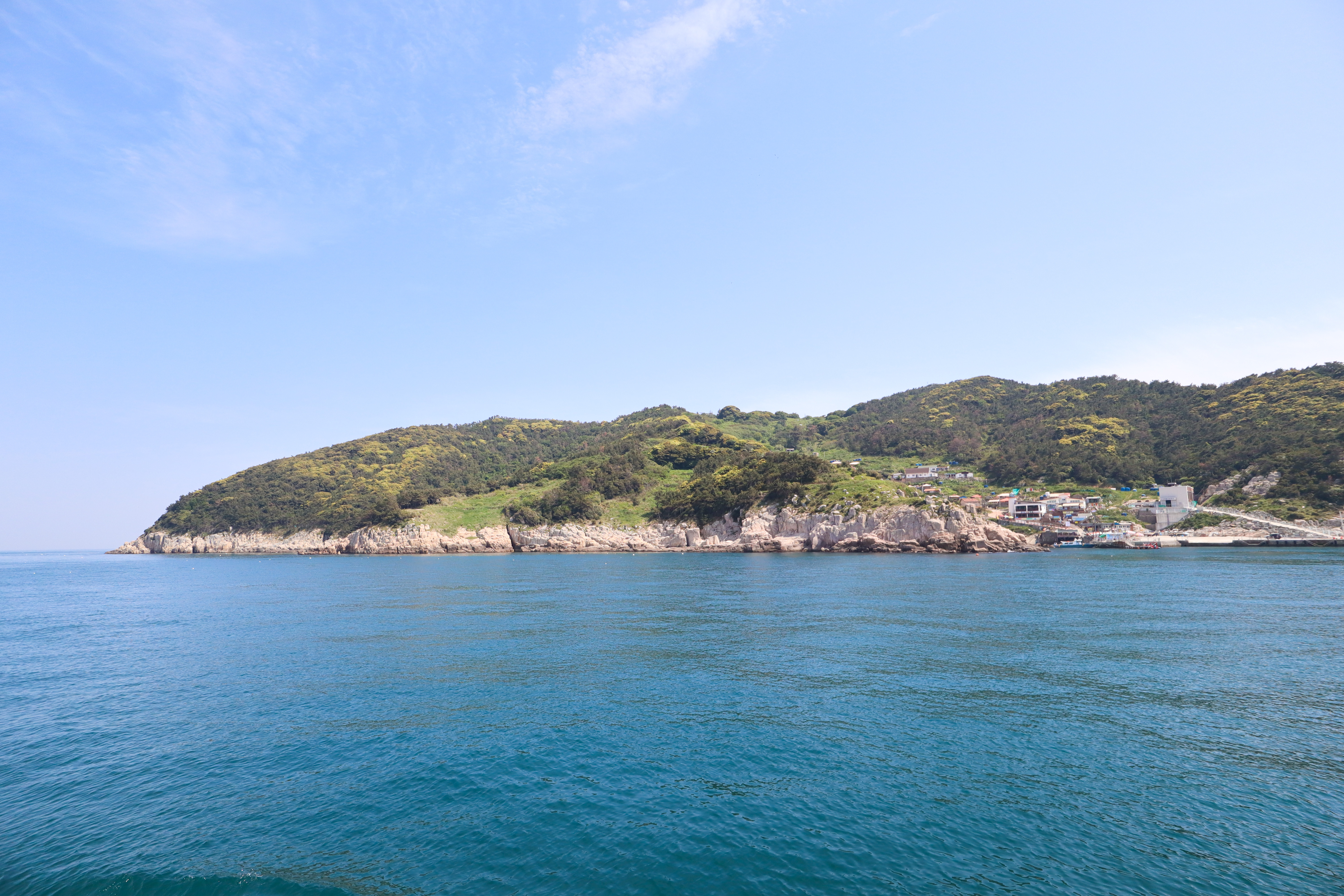
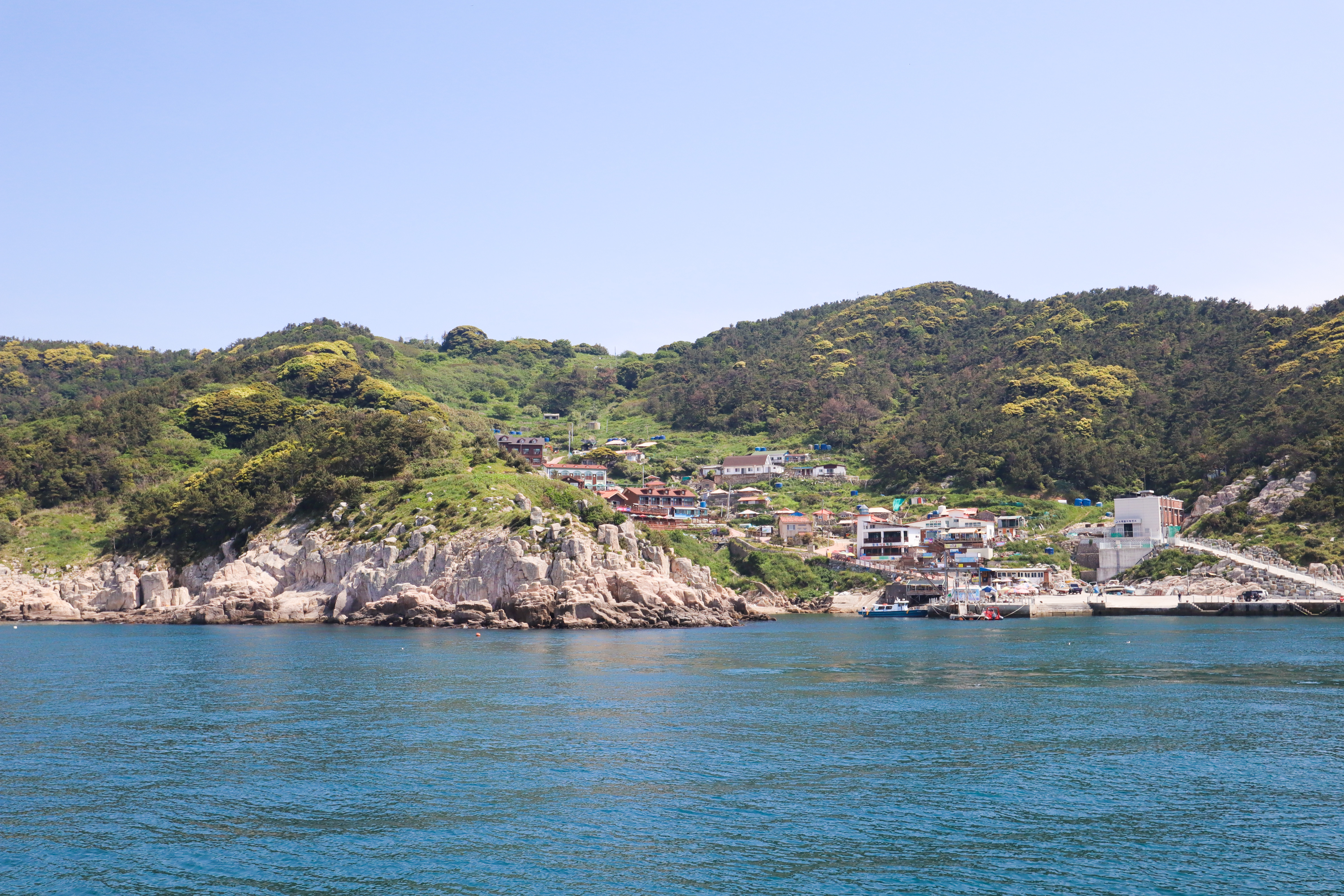
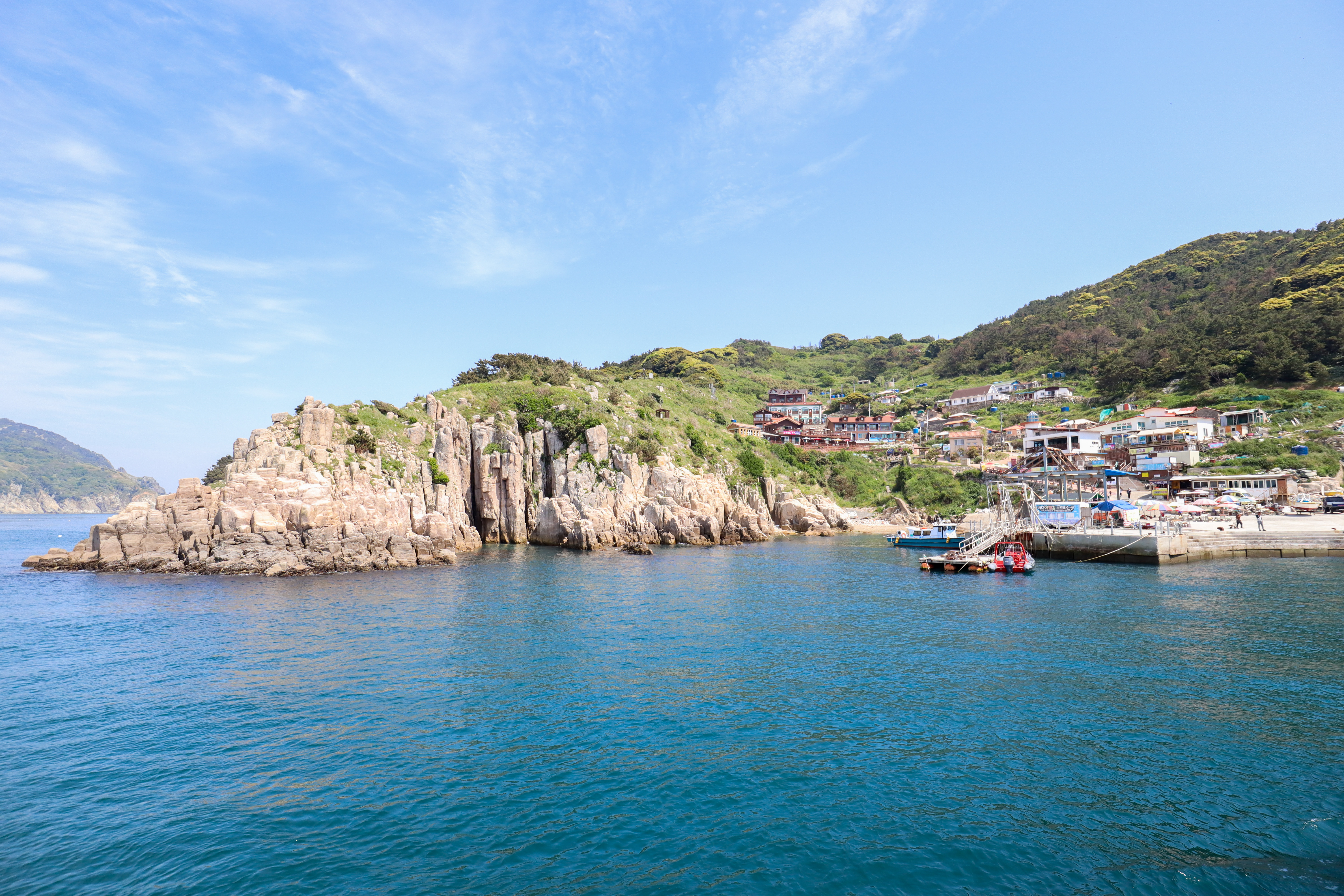
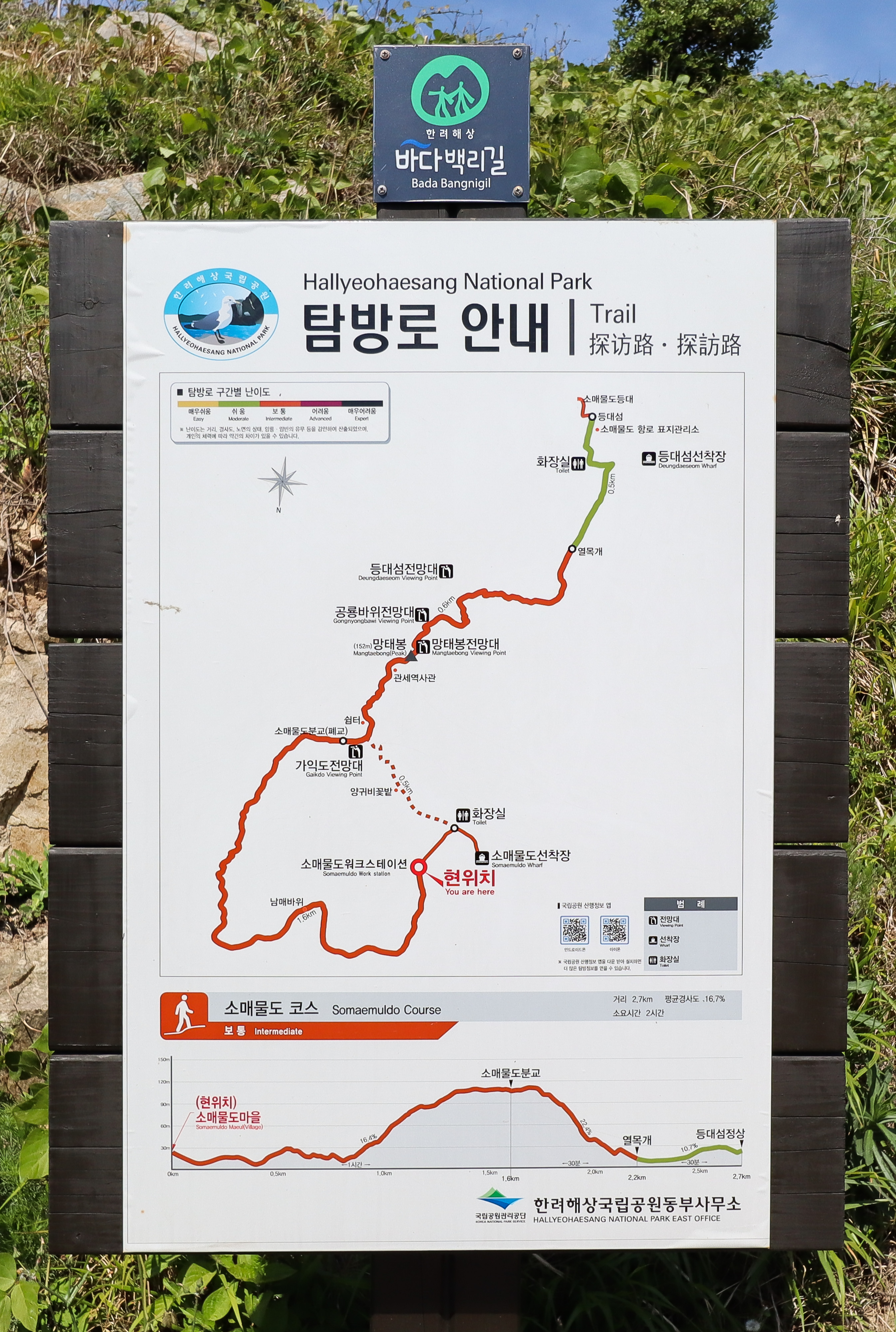
탐방로 지도
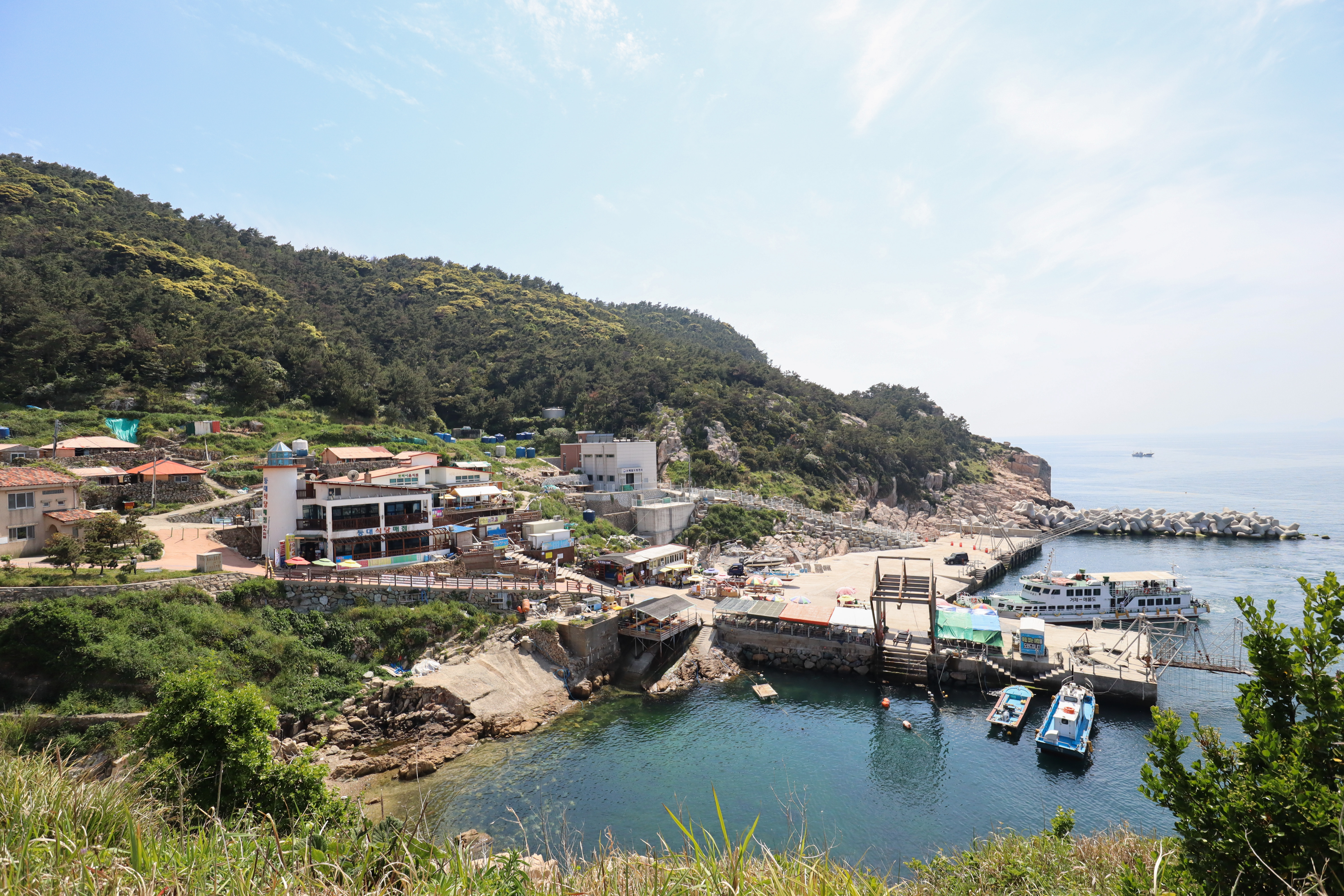
언덕에서 본 항구
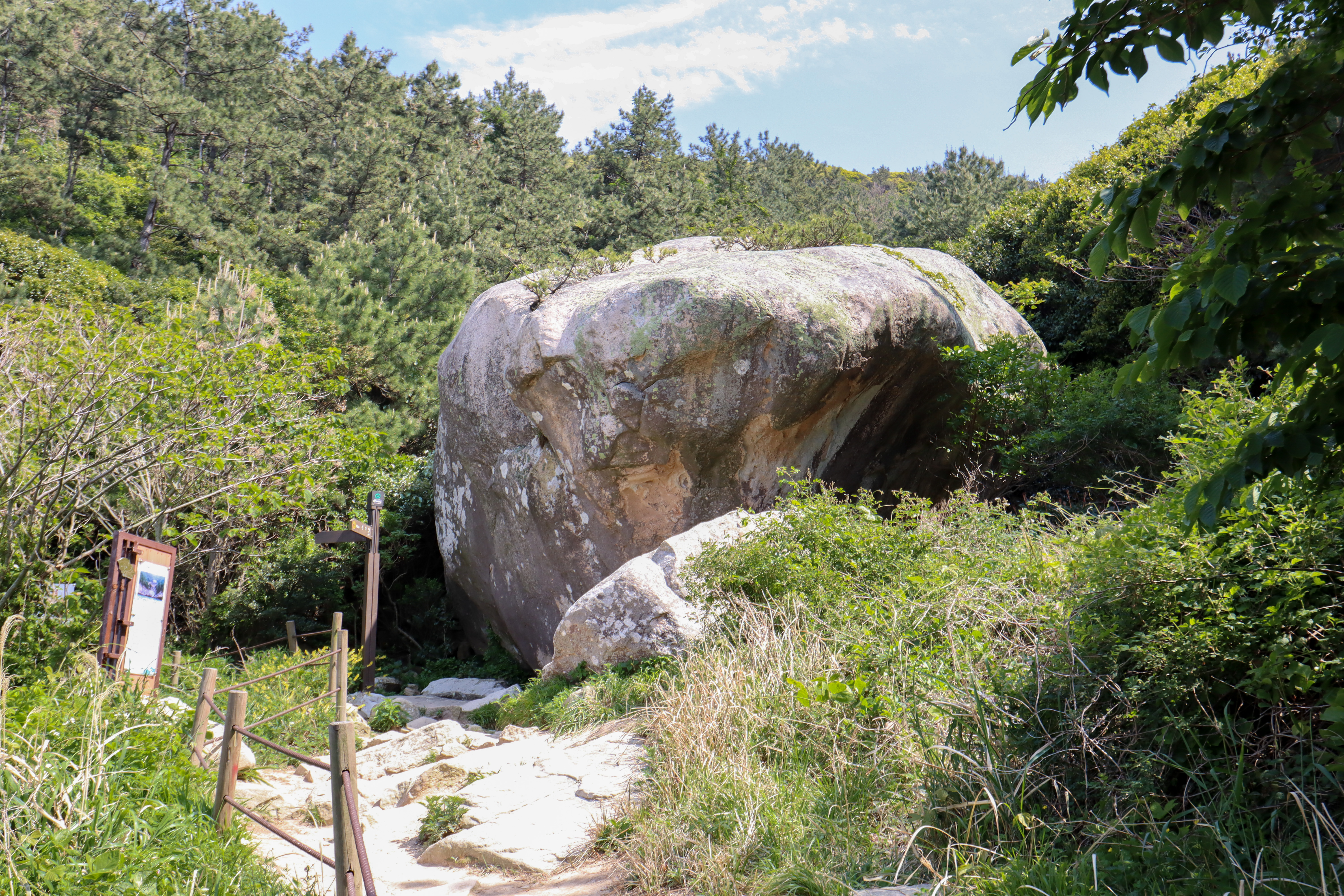
남매바위
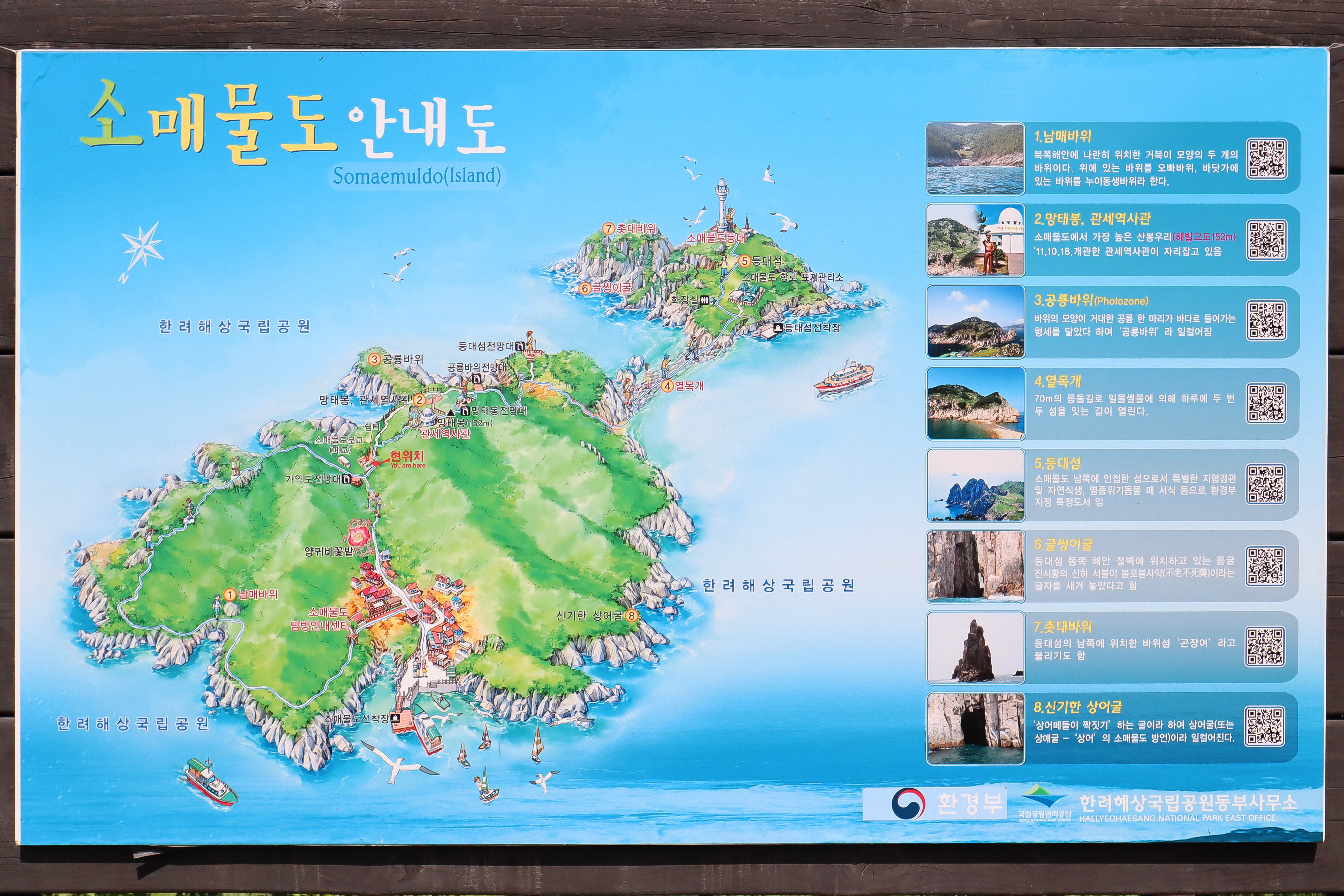
소매물도 지도
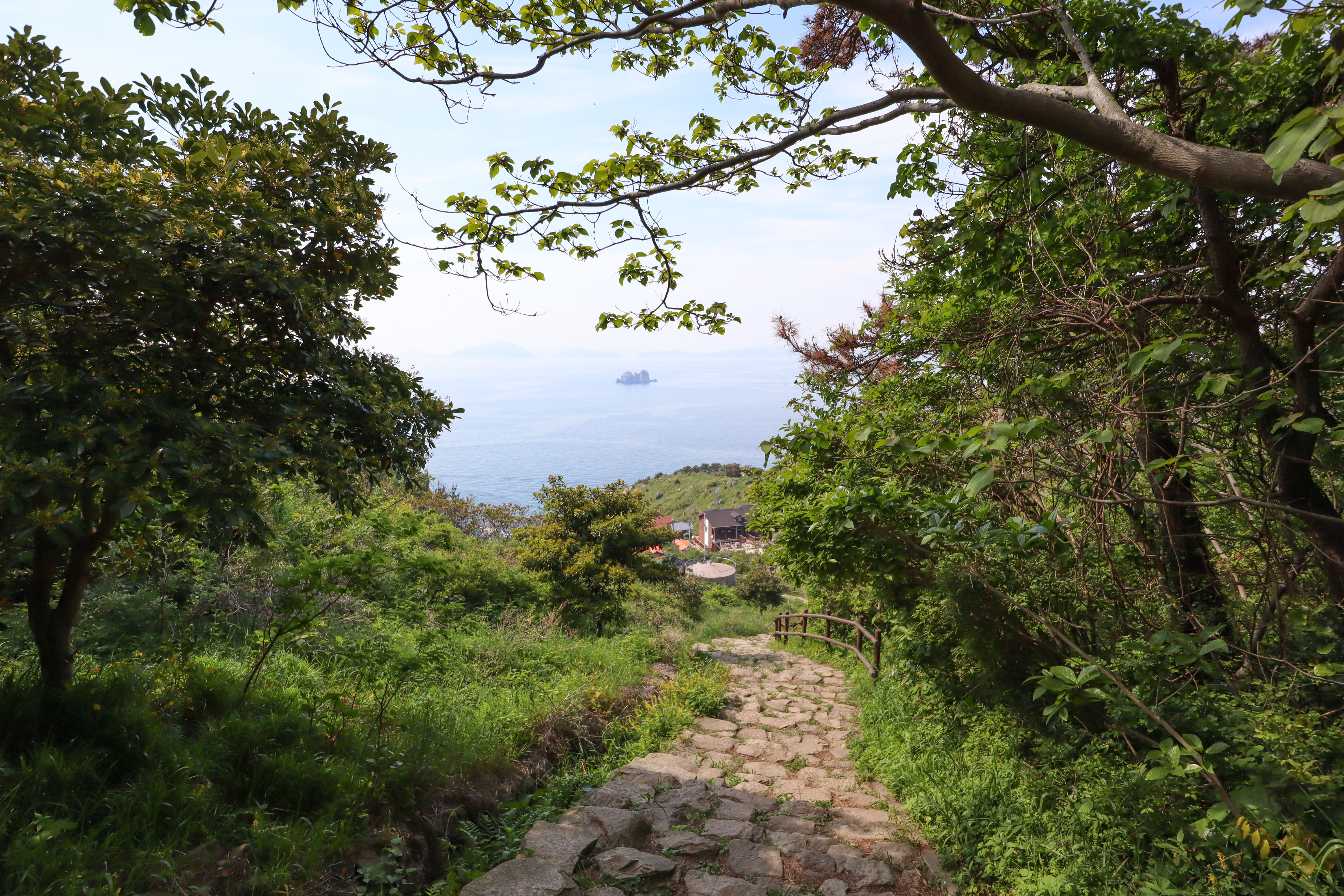
탐방로
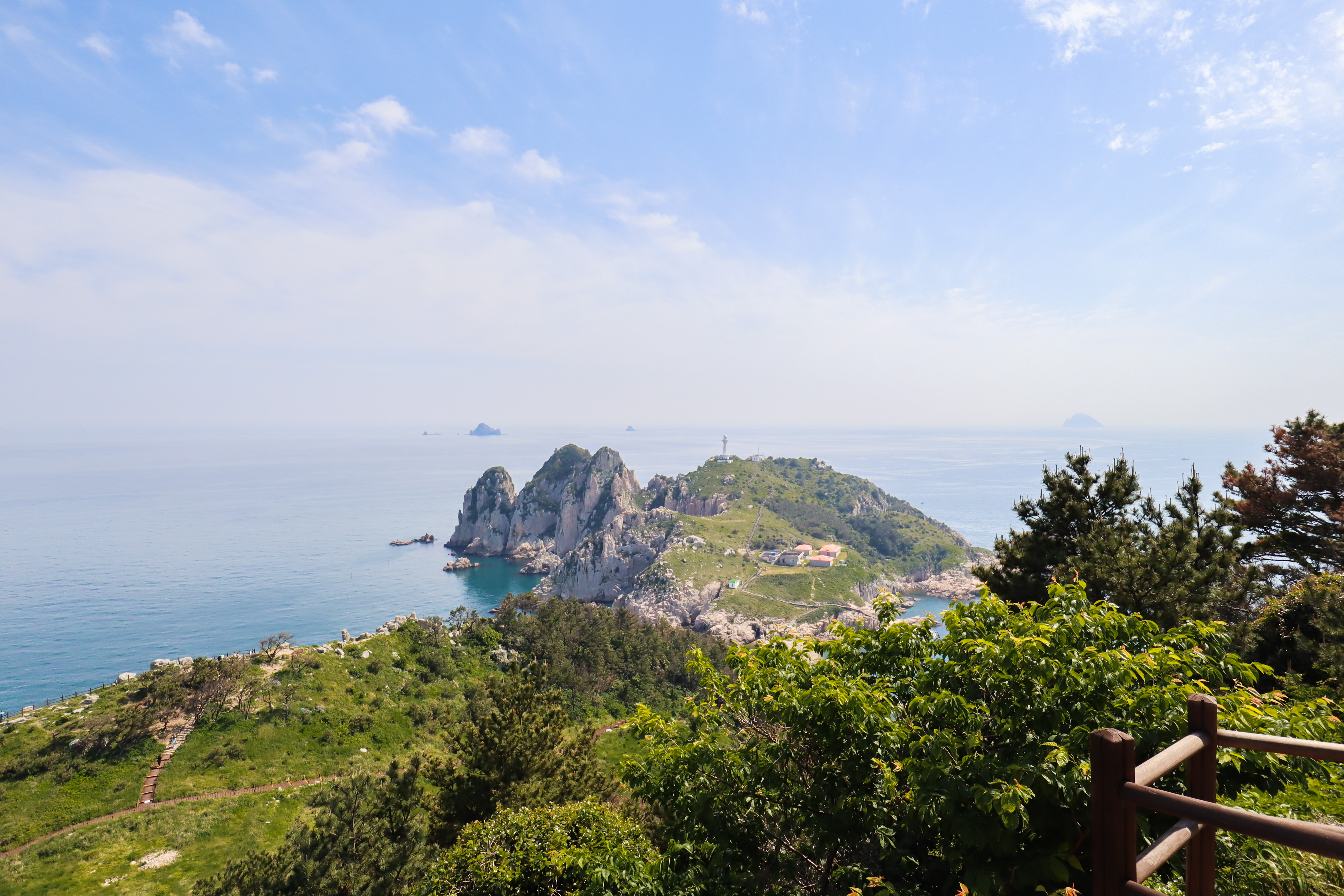
소매물도에서 바라본 등대섬
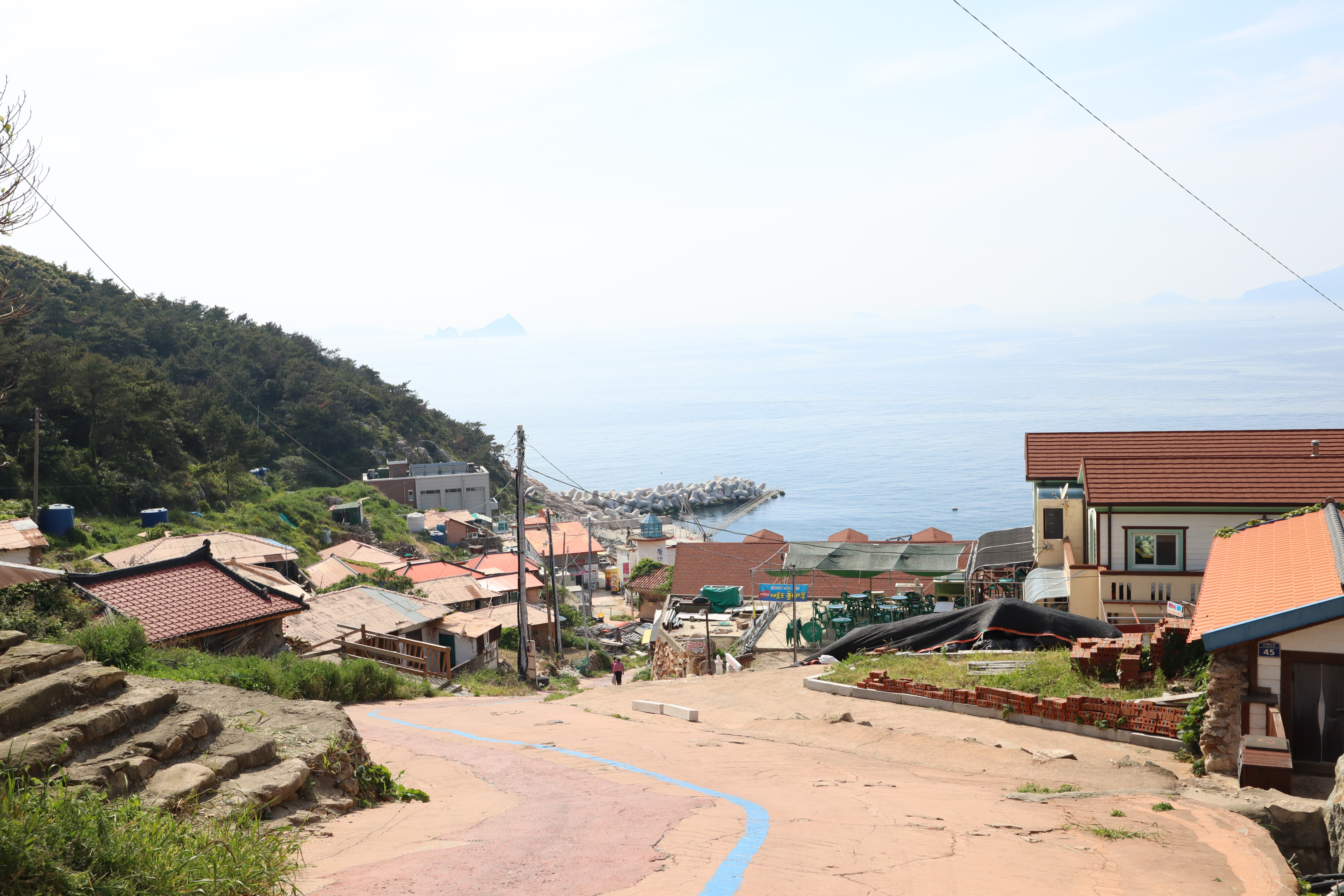
소매물도 마을
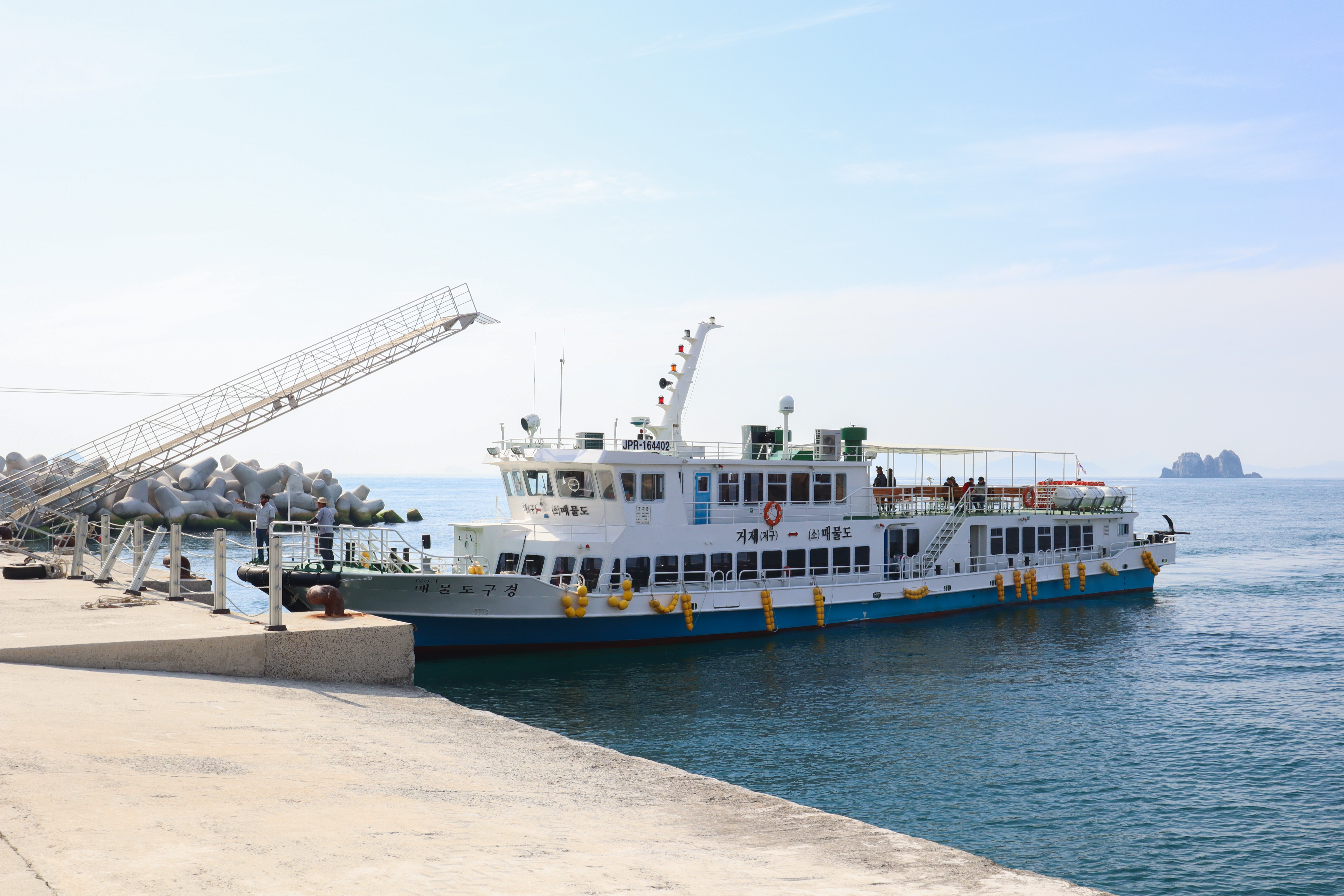
소매물도 항구와 배
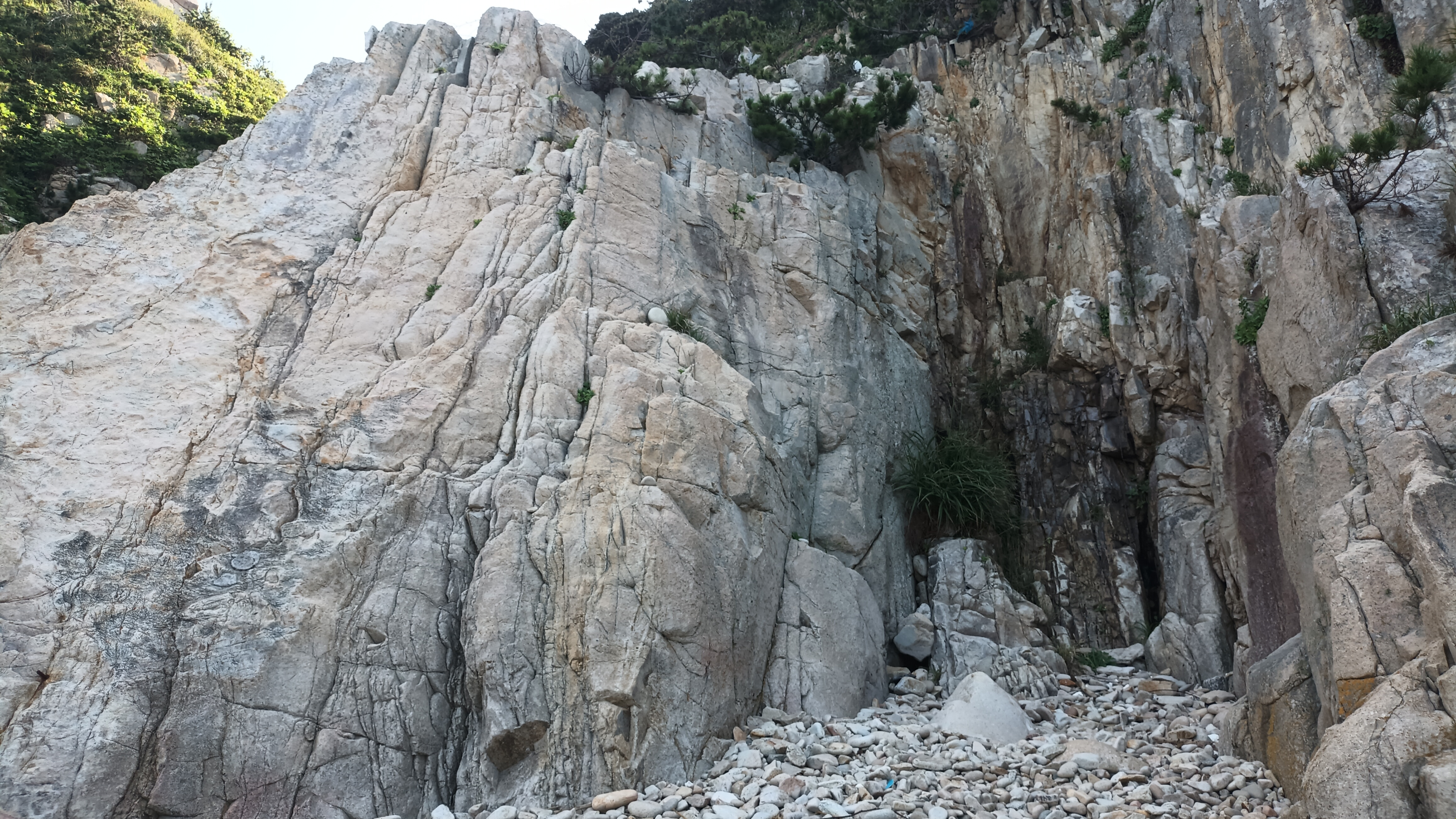
소매물도 열목개의 화강반암
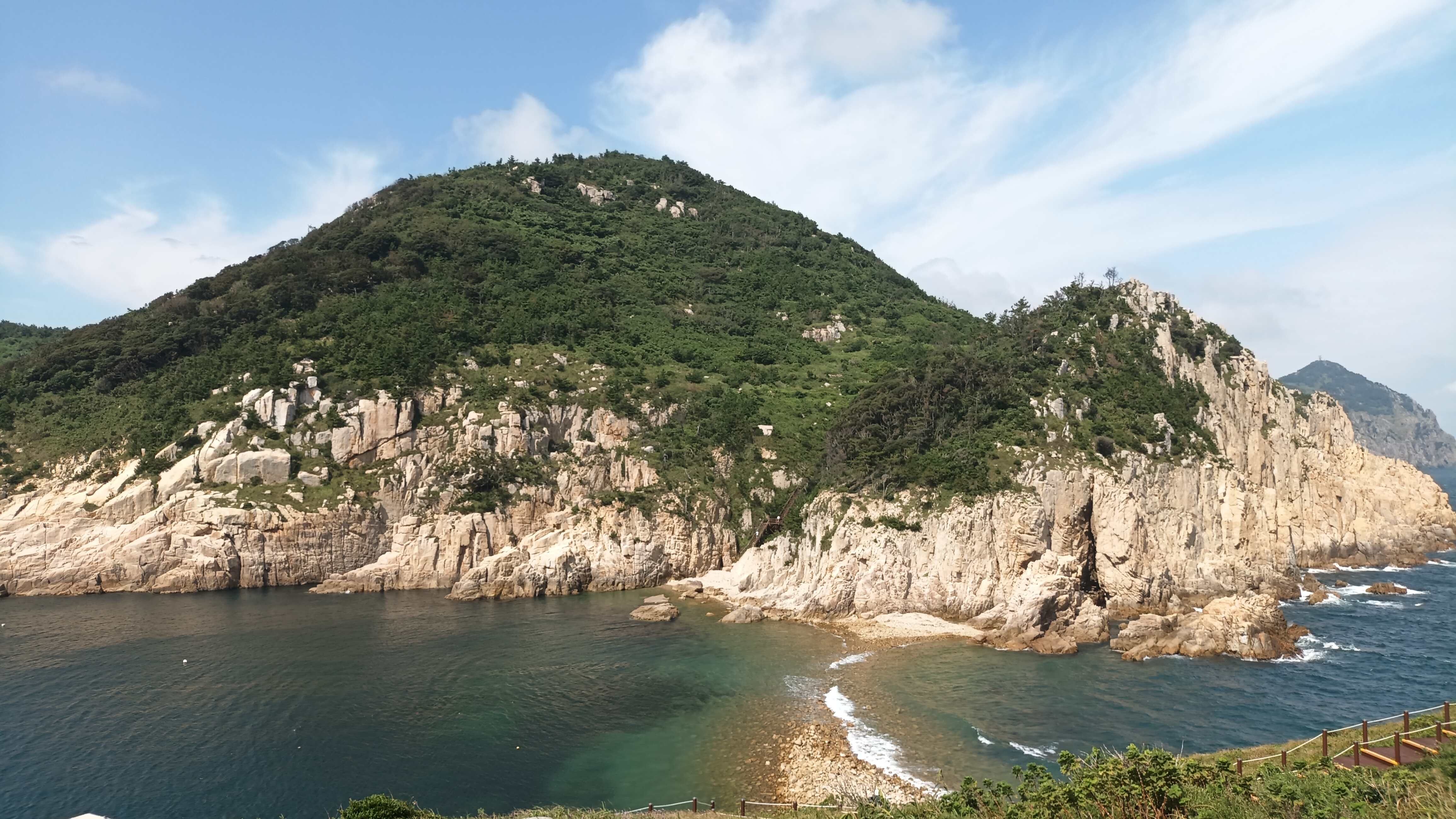
등대섬에서 바라본 열목개와 소매물도의 화강반암
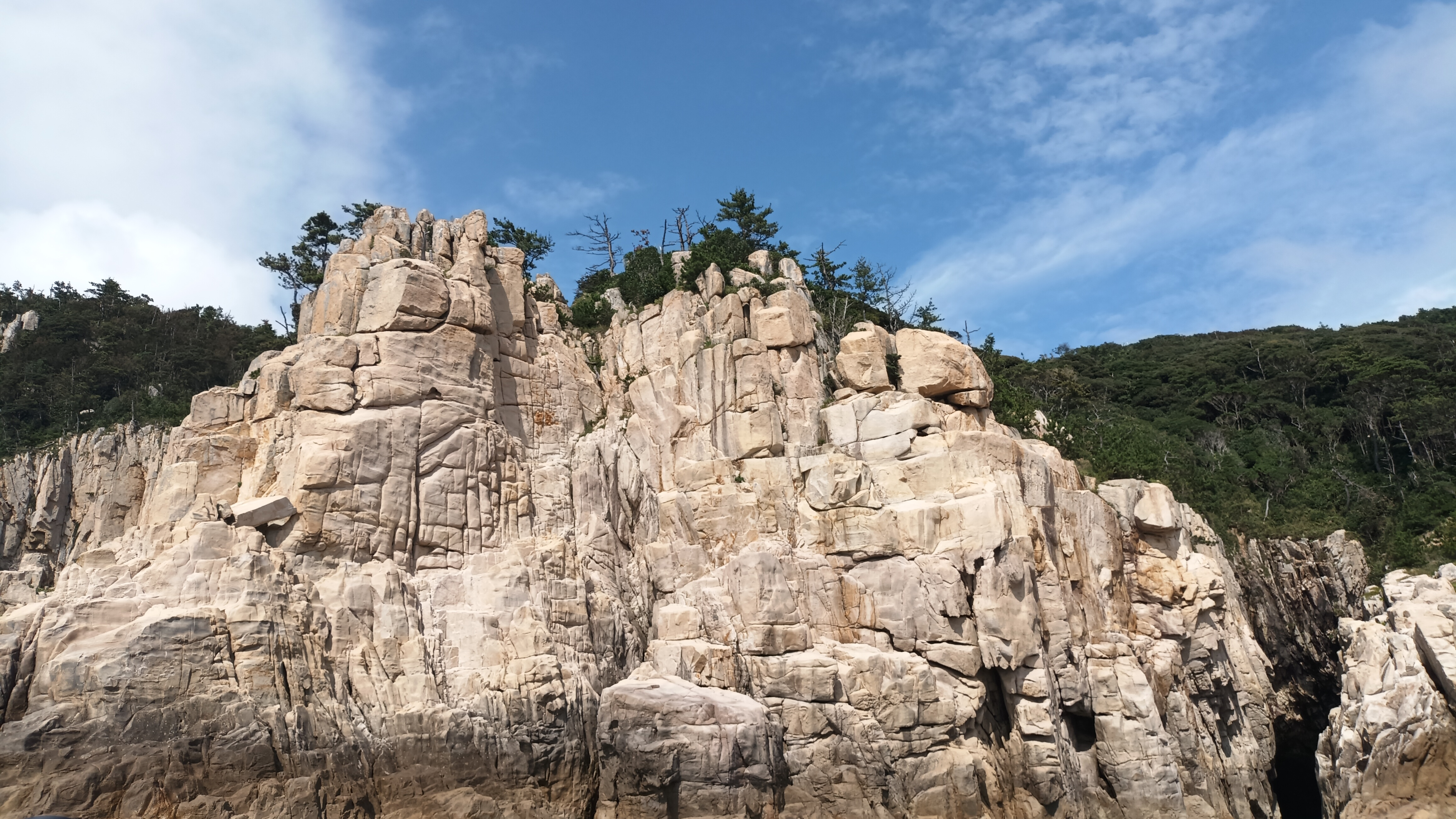
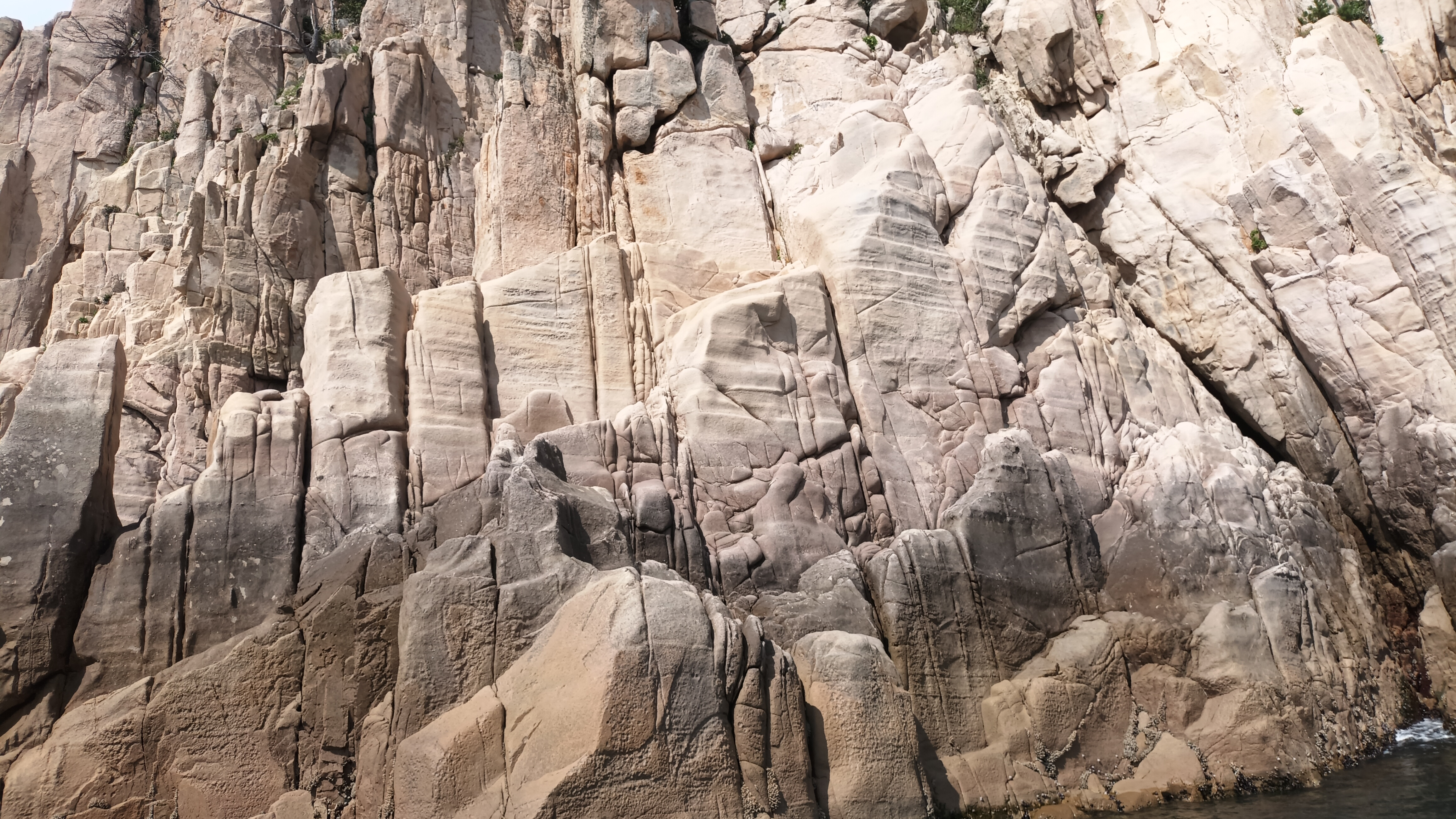
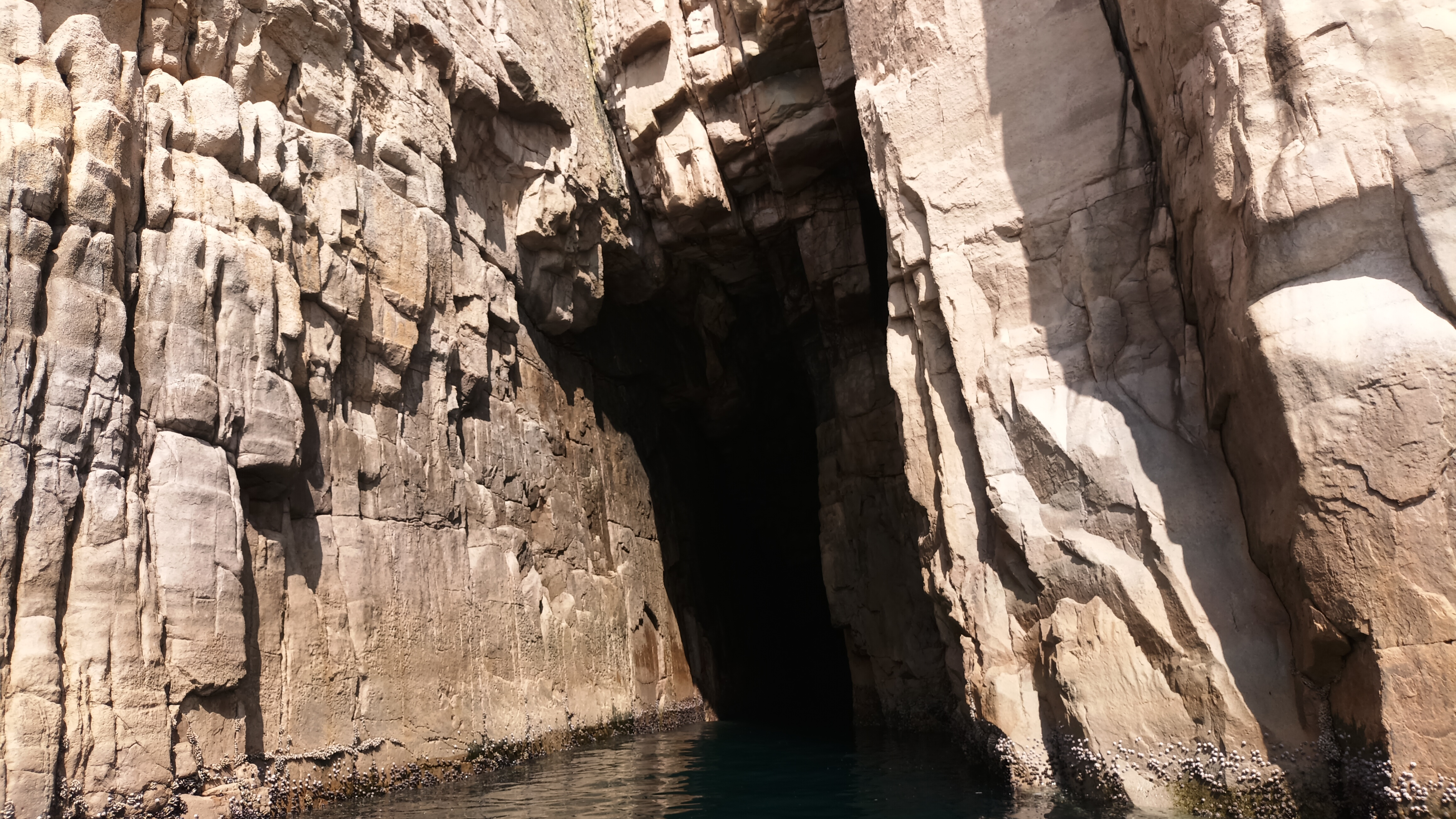
해식동굴
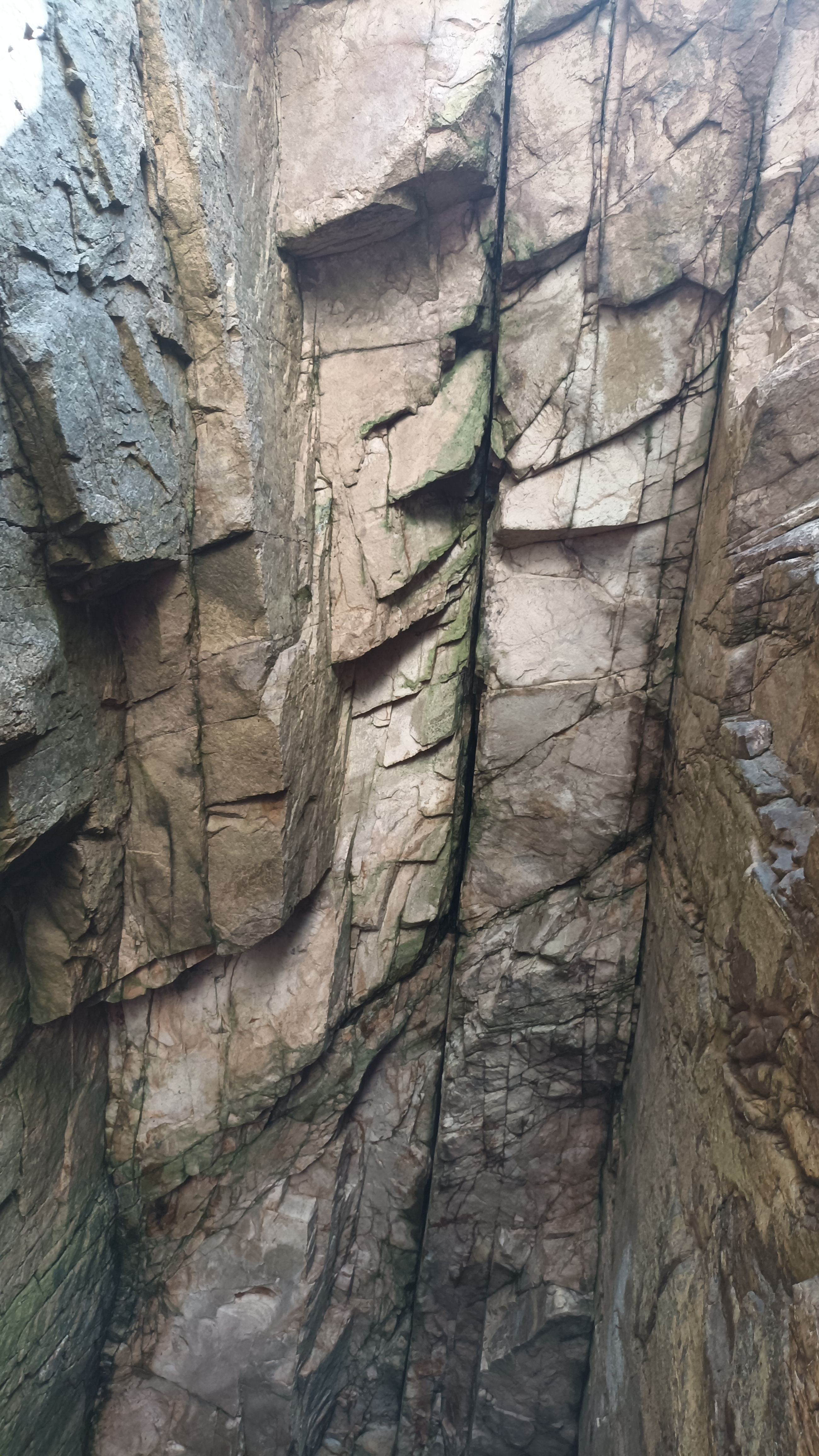
해식동굴 내부의 모습

## 같이 보기
- 등대섬
- 통영시의 지질
- 대한민국의 섬
- 매물도